# Dar Ben Ayed
Pour les articles homonymes, voir Ayed.
Le Dar Ben Ayed est un palais de la médina de Tunis situé sur les rues Ben Ayed, de l'École et d'El Banna dans le quartier de Bab Jedid, à proximité du Tourbet El Bey et du souk Es Sabbaghine.
Il est classé dans l'inventaire de Jacques Revault, membre du Groupe de recherches et d'études sur le Proche-Orient, comme l'une des grandes demeures citadines historiques de Tunis.

## Historique
On doit la fondation de ce palais au caïd-gouverneur Rajeb Ben Ayed, à la fin du XVIIIe siècle. Il subit une intervention de son frère, le caïd-gouverneur Hmida Ben Ayed. Le caïd-gouverneur, conseiller et ambassadeur Mohamed Ben Ayed y effectue des modifications, poursuivies par son fils, le caïd-gouverneur Abderrahmane Ben Ayed, soutenu par Chakir Saheb Ettabaâ, principal ministre sous le règne de Hussein II Bey.
Au milieu du XIXe siècle, le caïd-gouverneur, conseiller et ministre Mahmoud Ben Ayed et le caïd-gouverneur et entrepreneur Hmida Ben Ayed effectuent divers embellissements et agrandissements.
Le général Rachid Ben Abdallah Al Hanafy acquiert la demeure et reste propriétaire des lieux jusqu'en 1867, date de son exécution par Sadok Bey.
Le 18 mai 1999, le palais fait l'objet d'une mesure de classement comme monument historique.

## Architecture
La demeure se compose de locaux d'habitation, de parties communes, de jardins intérieurs, de magasins à provisions (makhzens) et d'un oratoire. L'ornementation associe les styles traditionnel et occidental, avec du marbre blanc, des plafonds en bois peint, des faïences italiennes et des carreaux de Qallaline.
- Première partie : immenses makhzens, huilerie, vastes vestibules (driba), escalier d'honneur, étage des hôtes (sraya) et grandes salles de réception séparées du patio ;
- Deuxième partie aménagée en bâtiments annexes : grande loggia divisée en alcôves, jardin, salle de repos (kushk), habitation luxueuse avec cour à lanterneau et deux habitations plus modestes ;
- Troisième partie : maison du maître, étage des hôtes, makhzens et écuries ;
- Quatrième partie (conserve le nom du général Rachid Ben Abdallah Al Hanafy) : rez-de-chaussée avec étage supérieur, étage des hôtes et makhzens[1].